# Shala (stam)

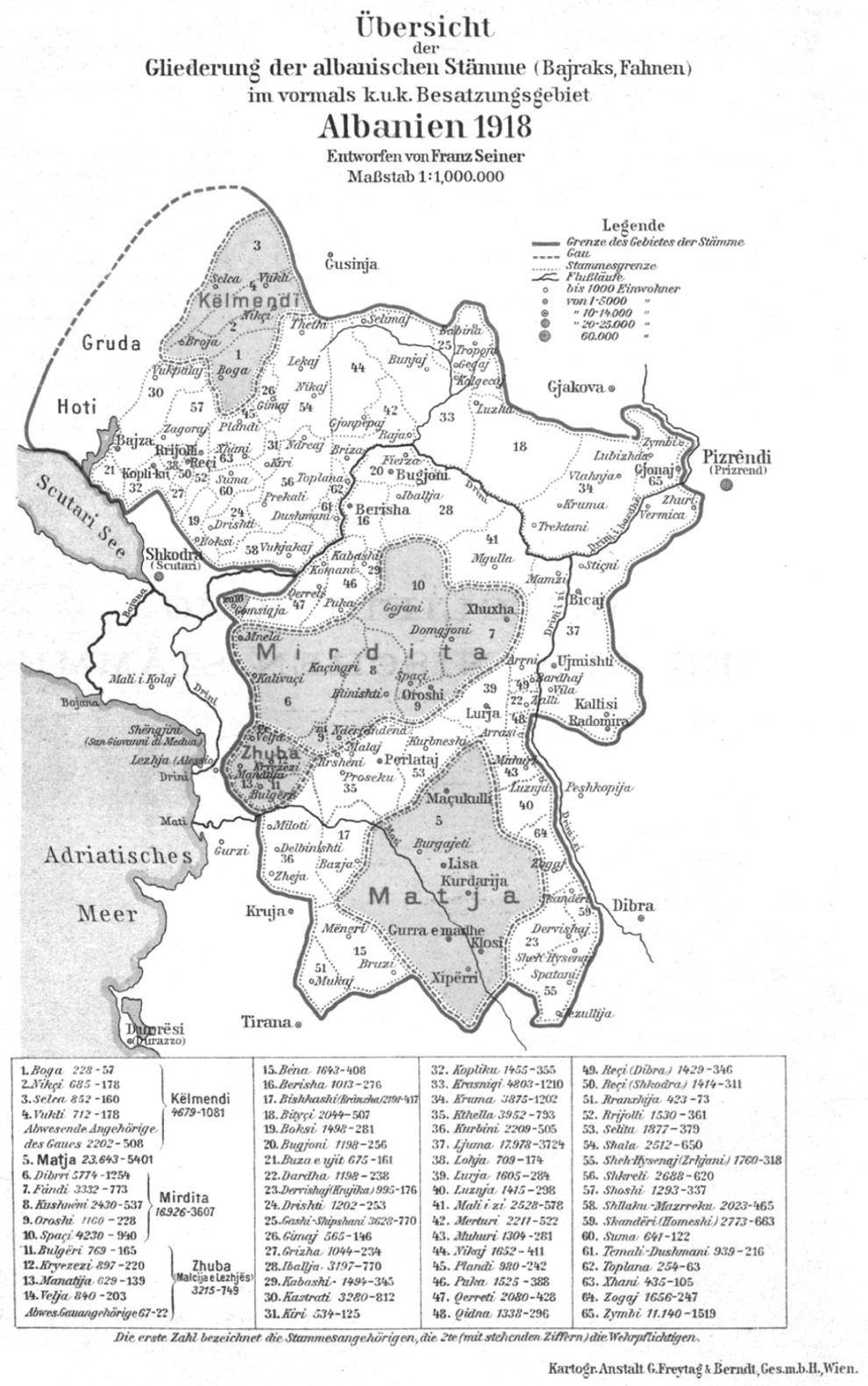
Shala nummer 54.

Shala, är en historisk stam och region i Dukagjinihöglandet i norra Albanien. Shala var en stam som bestod av flera olika klaner och de största var Shala, Gimaj och Theth. Shala var ett samhälle där var sin klan var medvetet om sin blodsband och sin gemensamma historia som gick tillbaka till en förfader. De gränsade med Boga, Shkreli och Plani i väst, Kelmendi i norr, Krasniqi och Nikaj i öst och Shoshi i söder. Namnet kommer från shala klanen och nämns för första gången 1634 som Sciala.

## Antropologi

### Shala klanen

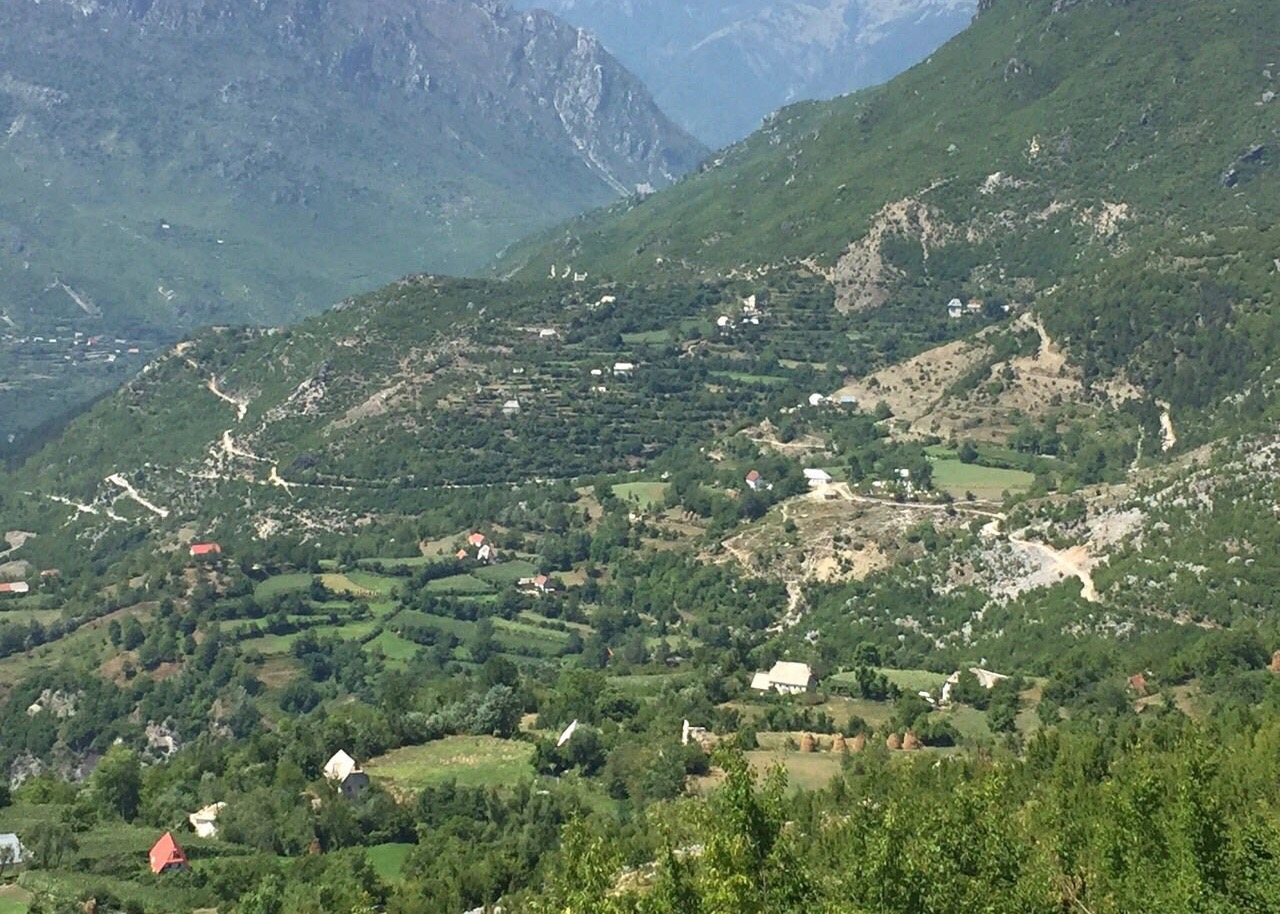
Byarna Abat och Lekaj en del av Shala.

Det finns olika teorier om deras ursprung, enligt den mest trovärdiga sägs stamfadern vara Zog Diti, son till Dit Murri och sonson till Mur Deti eller Dedi. Han hade två bröder Mark Diti, stamfadern till Shoshi och Mir Diti, stamfadern till klanerna Orosh, Spac och Kushneni i Mirdita. Enligt traditionerna sägs det att de kom från Pashtrik områden till mirdita där de senare splittrades. Enligt Edith Durham kom de till dagens områden i 1430-talet.
Det finns en annan teori som säger att stamfadern hette Nikë Gjeku, han hade fyra söner Pec, Lot, Lek och Ded, de grundade byarna Pecaj, Lotaj och Lekaj.

### Gimaj klanen

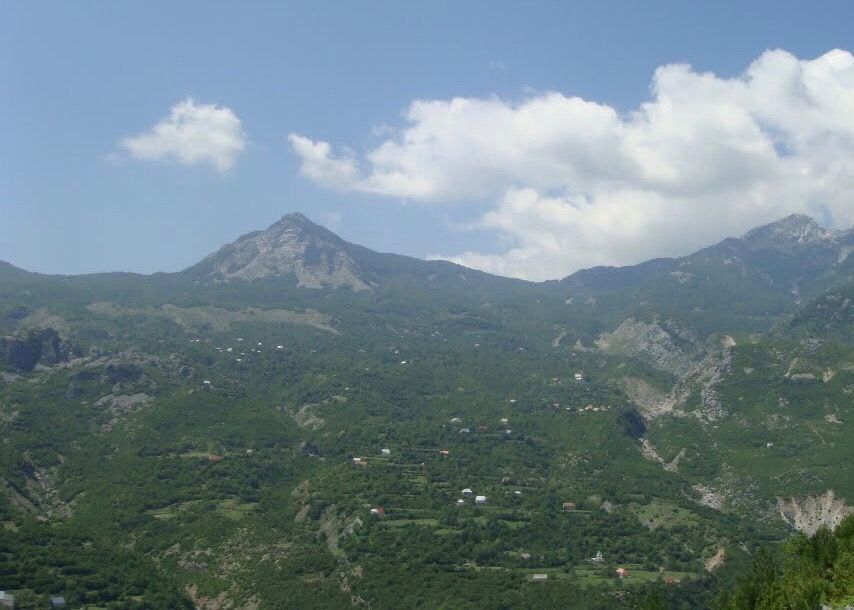
Foto på Gimaj dalen från 2016.

Gimaj var inte släkt med Shala eller Thethi, och säg av Shala klanen att de ursprungligen kommer från Plani som gränsar med gimaj från väst. I en demografisk studie av Franz Seiner 1918, hade gimaj 103 hushåll och 563 invånare.

## Demografi
I en rapport från 1671, skriven av Pietro Stefano gaspari, nämns området som Sala samt noterar att det fanns 32 hushåll och 200 invånare. Han skriver även att de var välbeväpnade och fria från osmanerna och att de ofta attackerade osmanska poster och kom nästan alltid ut som segrare.
I den första trovärdiga folkräkningen 1918, vilket bestod av områden runt Abat, Lekaj, Lotaj, Nenmavriq, Nicaj, Pecaj, Theth och inte hela shala hade man 431 hushåll och 2 512 invånare.

### Utvandring
Åren mellan 1750 till 1850-talet lämnade många familjer shala och flyttade till Peja regionen i Kosovo. I byn Isniq nära Decan sägs det att nästan alla är från Shala. Johann George von Hahn som reste runt i Kosovo under 1858-talet la märke till shaljaner i Vushtrri och i Shala e Bajgores. Numera bor de flesta i Mitrovica och i Shala e bajgores. Där är man delat i fyra klaner Gima, Peci, Maleti (relaterade till Lotaj) och Lopci. Det finns även shaljaner i byarna Lluka e Eperme och Strellç i Ulët nära Deçan, Ujmir nära Klina, Kopiliq i Epërme i Drenica, Rakosh och Çitak i Podgor och i Lepenc dalen.   

## Personer från Shala
- Ndok Gjeloshi - militär
- Mehmet Shpendi - gerilla krigare

### Rötter från Shala
- Isa Boletini - gerilla krigare

## Galleri

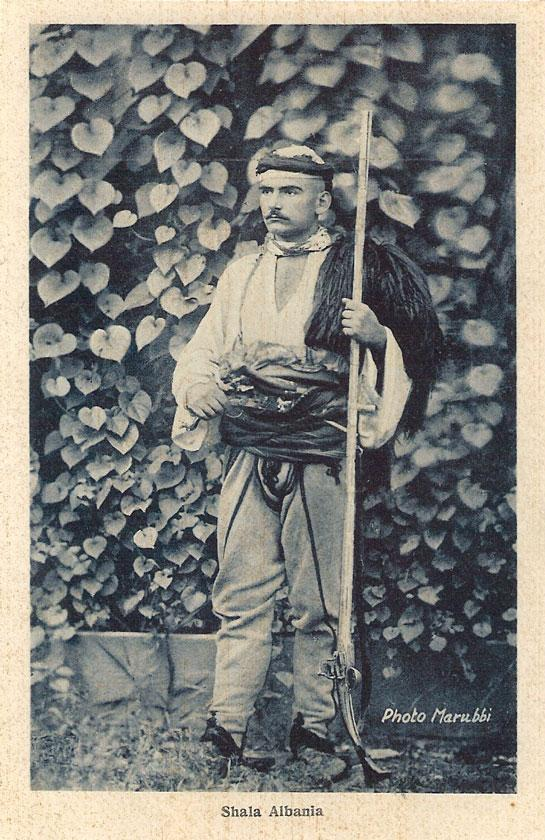
Man från Shala.
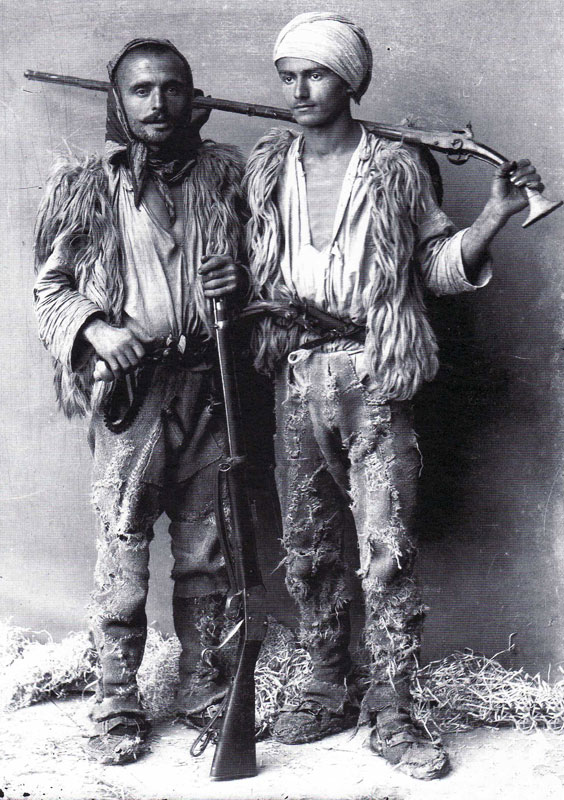
Två unga krigare.
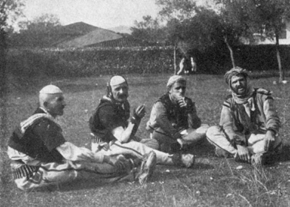
Foto tagen 1909.
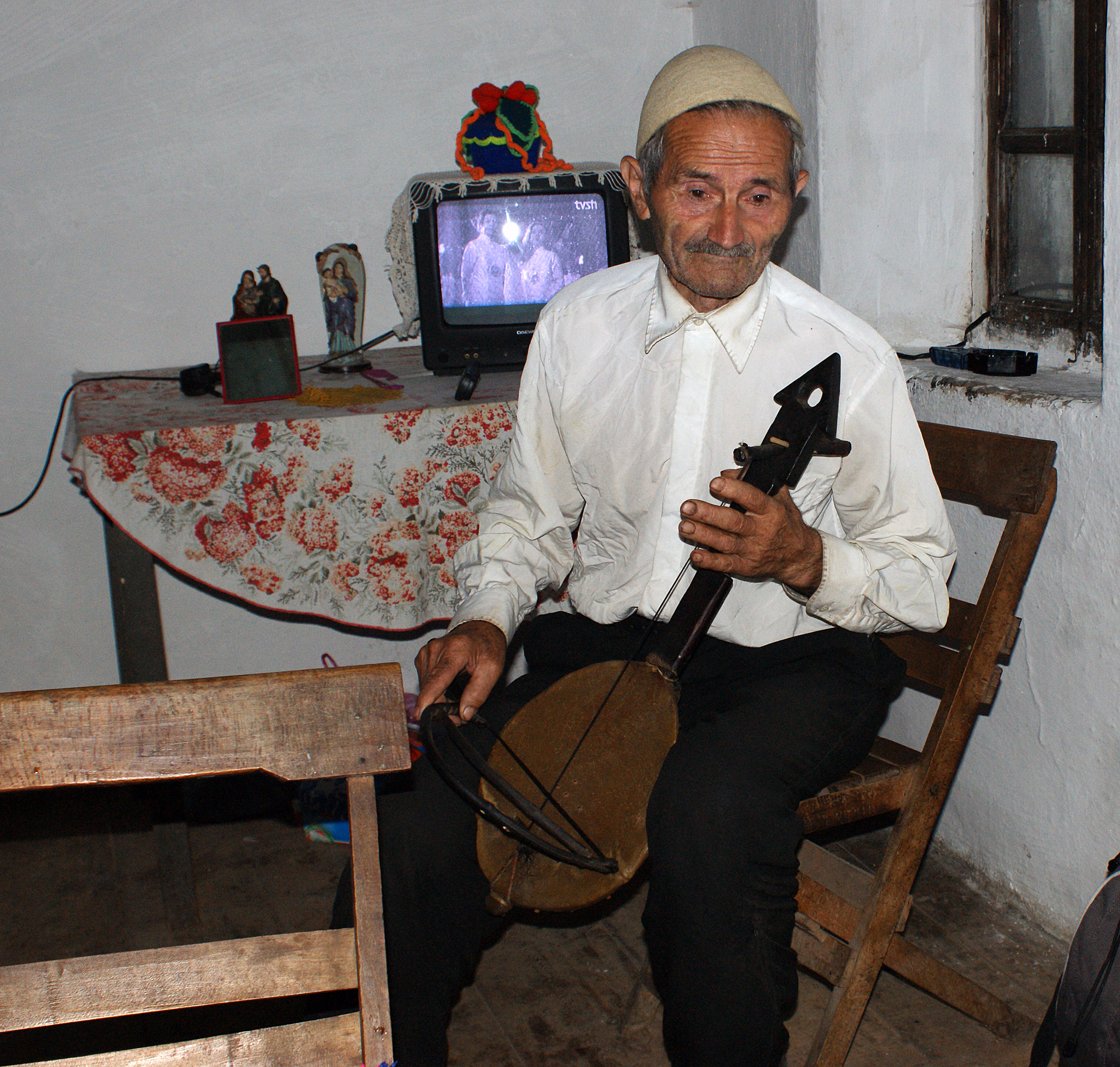
Gammal man som spelar Lahuta.
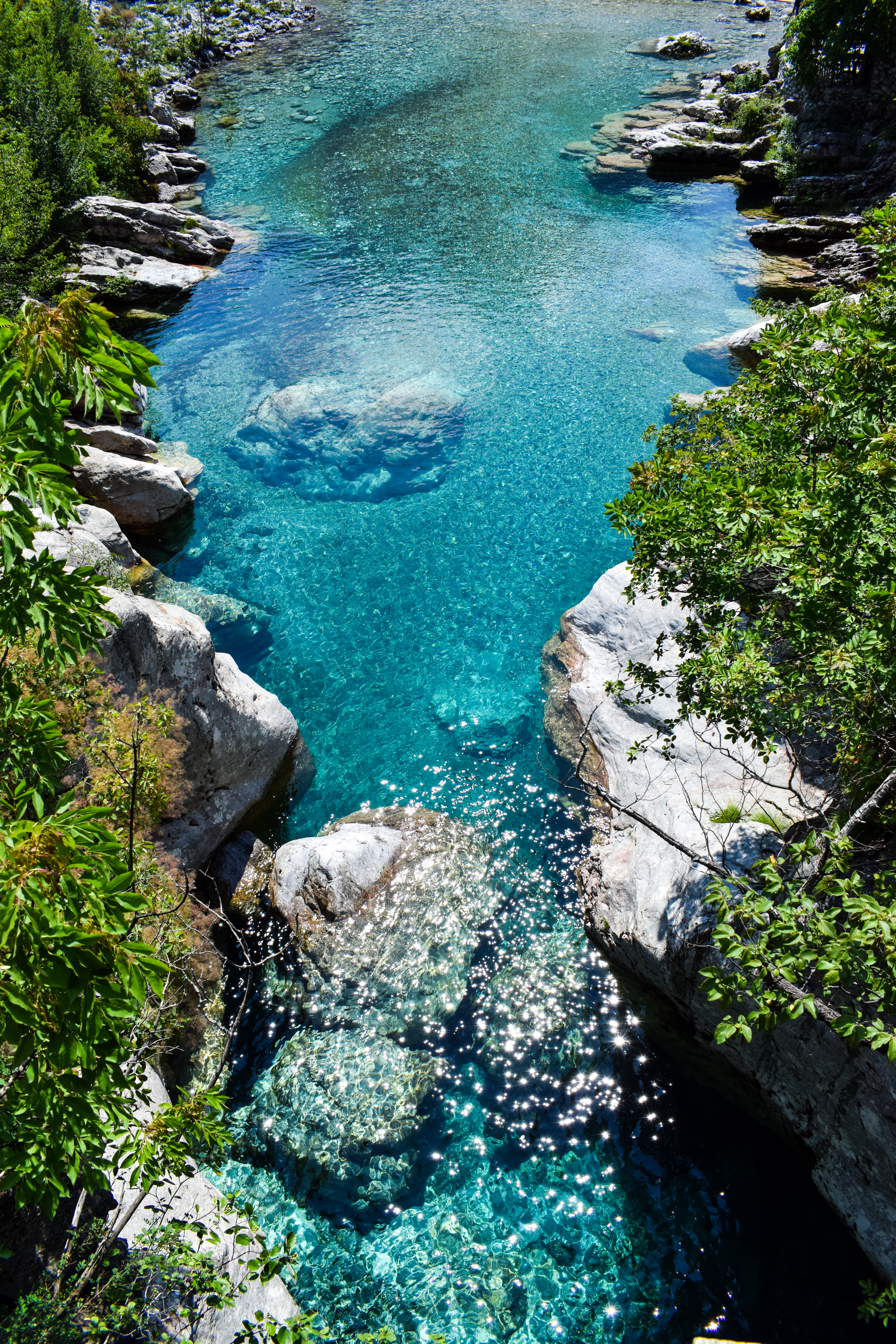
Theth.
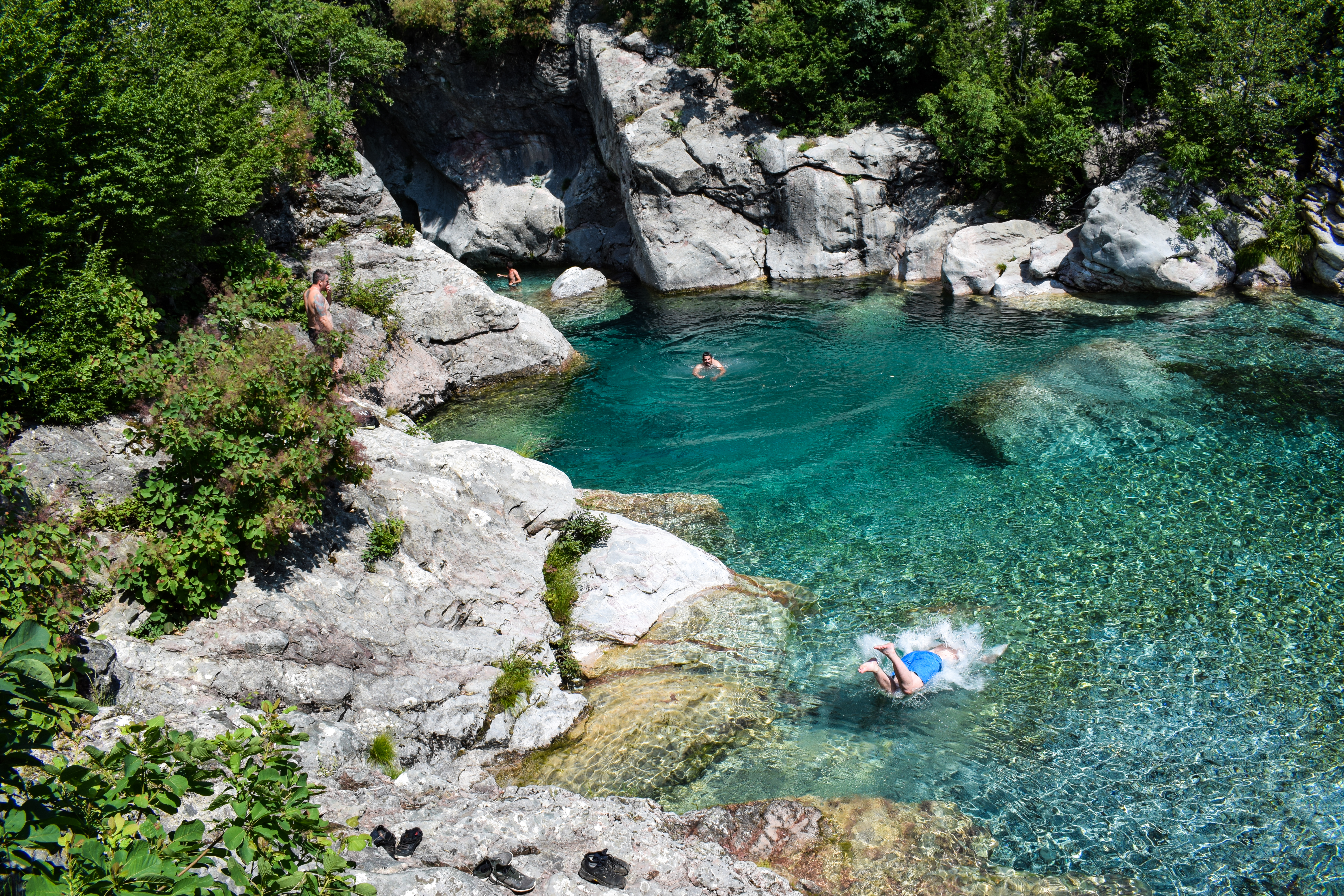
Ndërlysaj, Theth.
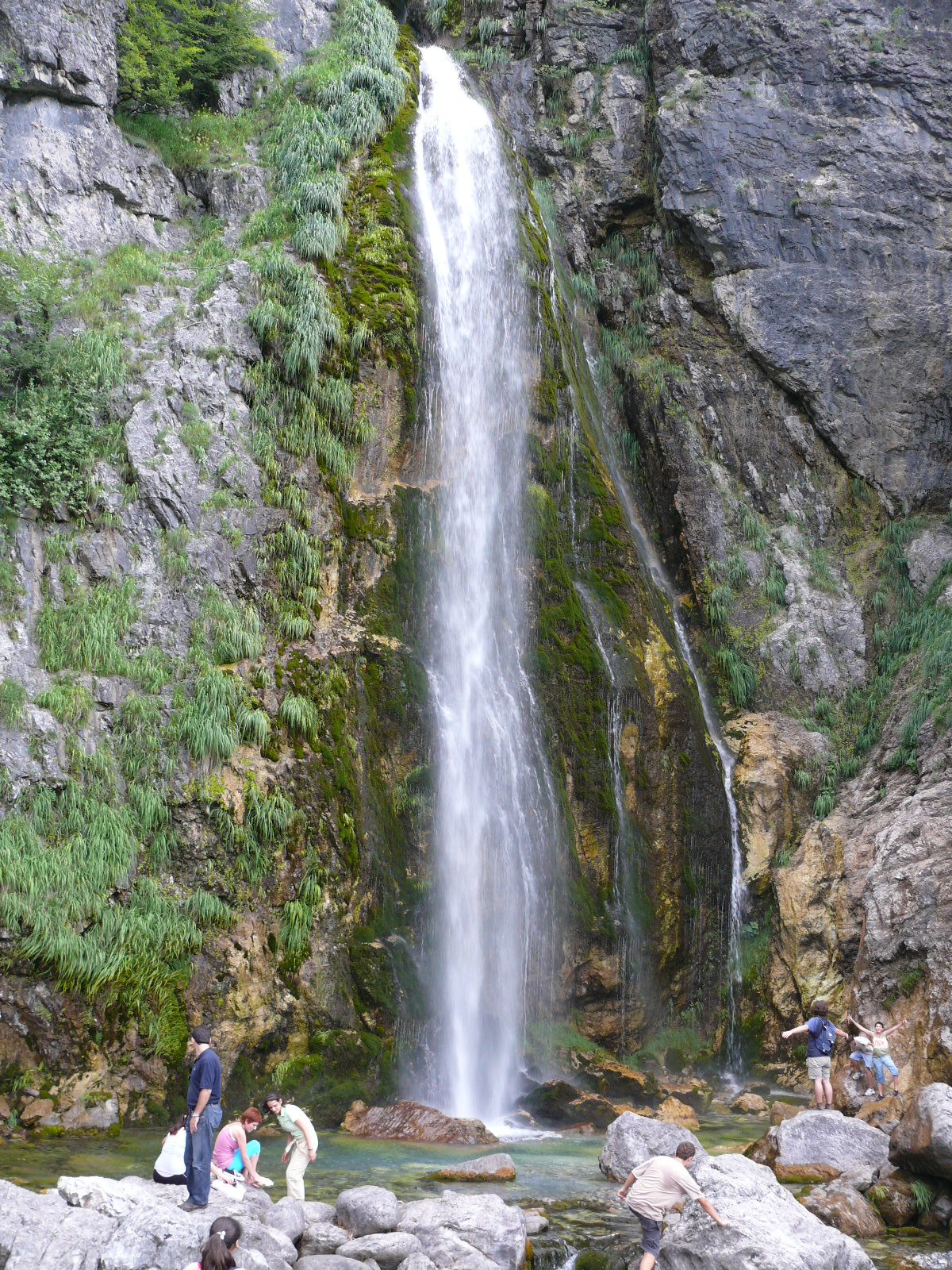
Vattenfall i Theth.
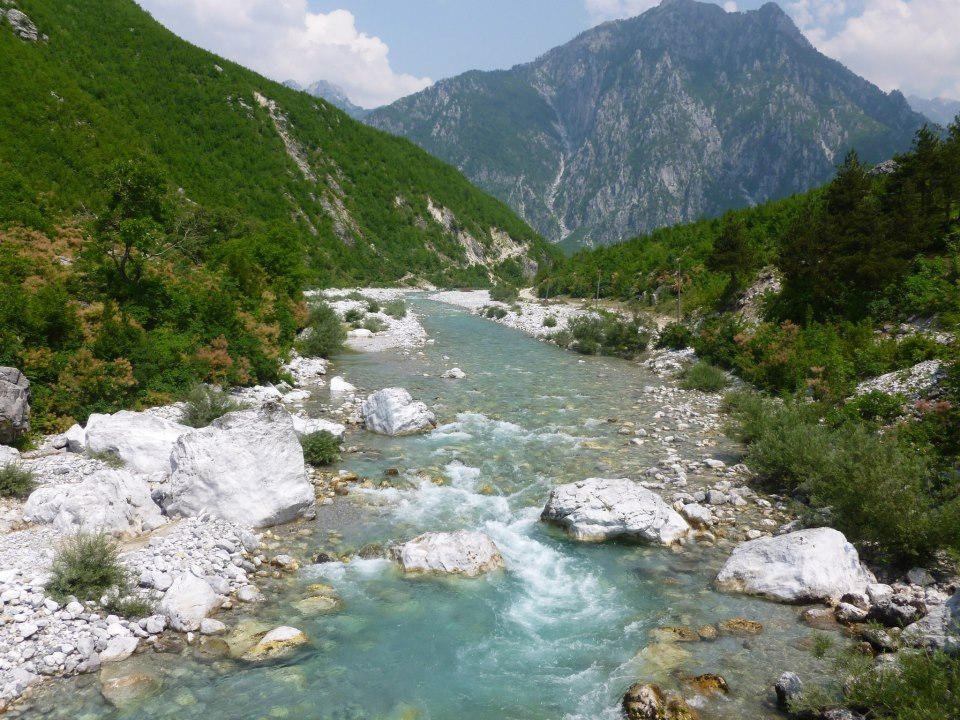
Shala floden.
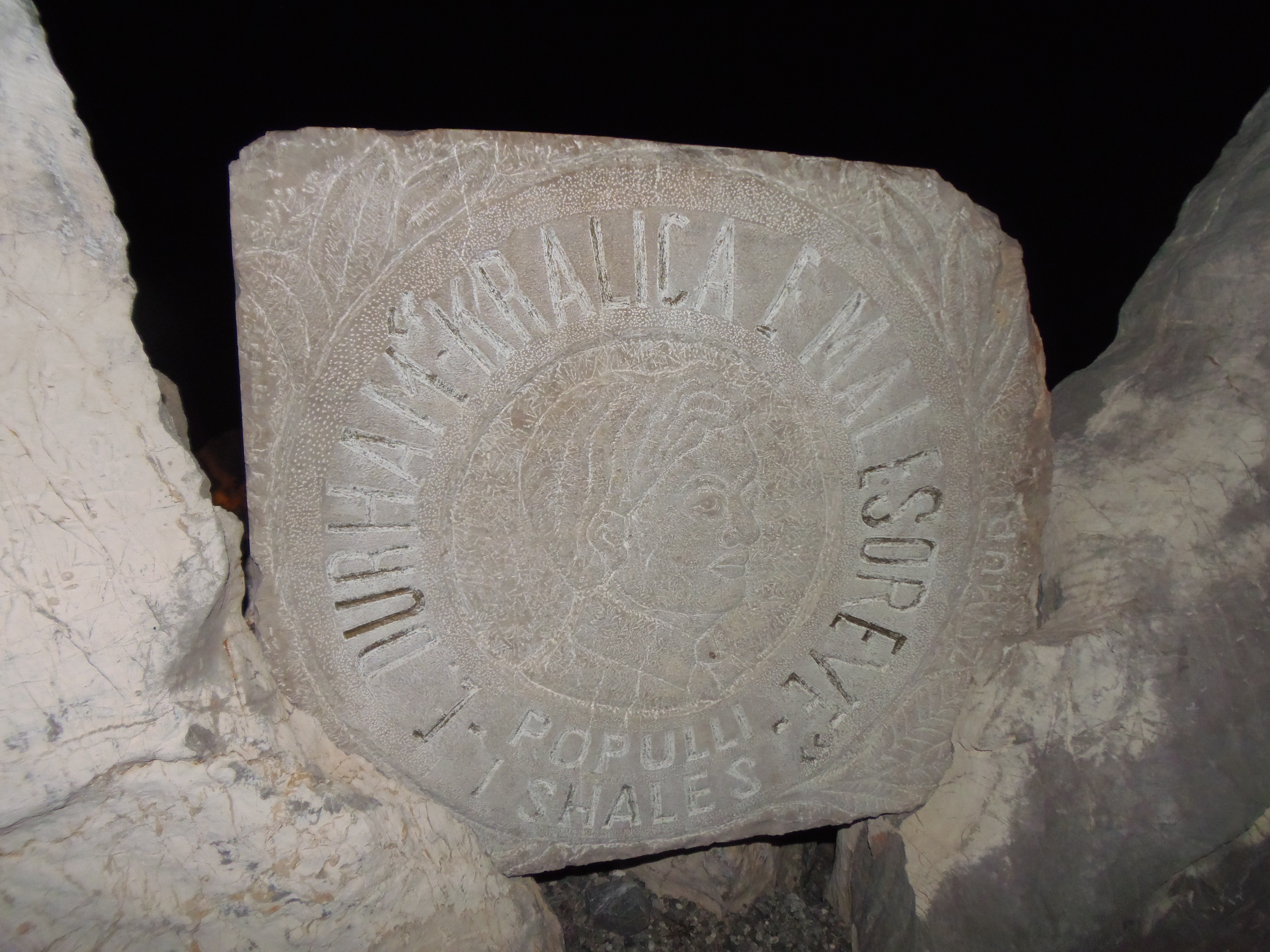
Monument på Edith Durham.